# Roiul stelar din Coma
Roiul stelar din Coma  (Melotte 111,  numit și Collinder 256) este un roi deschis mic, dar apropiat, din Galaxia Noastră, care conține 45 de stele strălucitoare (magnitudinea 5 până la 10) care au o mișcare proprie comună. Este situat în constelația Părul-Berenicei.
Acest roi stelar nu trebuie să fie confundat cu roiul de galaxii din Coma Berenices.

## Observare
Roiul este vizibil cu ochiul liber pe cerul bun și majoritatea stelelor sale pot fi văzute simultan în câmpul vizual al unui binoclu cu câmp larg. Roiul este răspândit în jurul stelei γ Comae Berenices. Cele mai strălucitoare stele ale sale formează un V caracteristic așa cum apare atunci când Părul-Berenicei se ridică.

## Istorie
Roiul stelar Părul Berenicei era deja cunoscut în Antichitate; astfel, este enumerat de Ptolemeu în lucrarea sa Almageste. Totuși, probabil din cauza marii sale extinderi, roiul nu apare în cataloagele istorice precum sunt cataloagele Messier sau NGC și prima sa intrare se află în catalogul de roiuri stelare al lui Philibert Jacques Melotte, sub denumirea Melotte 111. Adevărata sa natură de roi stelar deschis a fost dovedită în 1938, de R.J. Trumpler.
Anterior, era reprezentată ca fiind coada Leului, dar regiunea a fost redenumită în omagiu adus jertfei părului reginei Berenice conform legendei care i-a fost asociată.

## Proprietăți
Satelitul misiunii Hipparcos și o diagramă culoare-magnitudine ajustată pentru infraroșu au fost folosite pentru a stabili distanța care ne separă de centrul roiului, care este de aproximativ 86 pc (~280 al). Distanțele stabilite de alte analize independente sunt în acord, făcând din roi un pas important în scala de măsurare a distanțelor în astronomie. Acest roi deschis este de aproximativ de două ori mai îndepărtat decât roiul Hiade și ocupă o suprafață de peste 7,5 grade pe cer. Are vârsta de aproximativ de 450 de milioane de ani.

## Principalele membre

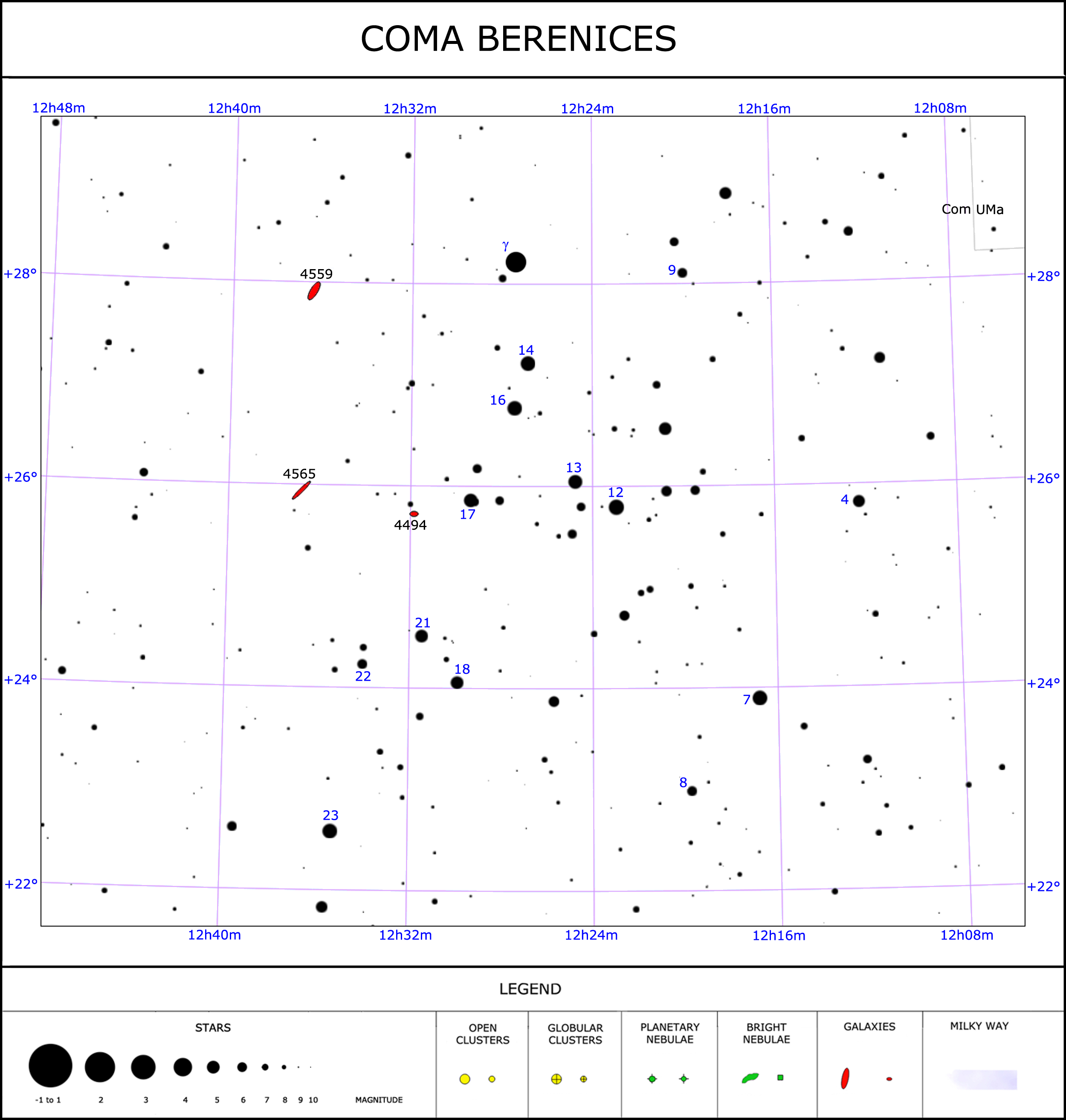
Harta roiului

Membrele cele mai strălucitoare ale roiului sunt stelele de magnitudinea 5: 12, 13, 14, 16 și 21 Com. Stelele 7 Com, γ Com, 18 Com și α Com nu fac parte din roi.
| Denumire  | Magnitudine aparentă | Distanță de la Soare | Tip spectral | Note                    |
| --------- | -------------------- | -------------------- | ------------ | ----------------------- |
| 12 Com    | 4,80                 | 276 al               | F6III+A3V    | Binară spectroscopică   |
| 31 Com    | 4,94                 | 284 al               | G0IIIp       | Variabilă de tip FK Com |
| 14 Com    | 4,95                 | 266 al               | F1IV:npS_sh  |                         |
| 16 Com    | 4,96                 | 279 al               | A4V          |                         |
| 13 Com    | 5,18                 | 283 al               | A3V          | Variabilă de tip α2 CVn |
| 21 Com    | 5,44                 | 272 al               | A2pv         | Variabilă de tip α2 CVn |
| HD 116706 | 5,75                 | 296 al               | A3IV         |                         |
| HD 105805 | 5,99                 | 283 al               | A4Vn         | Stea variabilă          |
| 8 Com     | 6,22                 | 278 al               | A8m          |                         |
| 22 Com    | 6,24                 | 283 al               | A4Vm         |                         |
| FM Com    | 6,43                 | 282 al               | A6:IV-Vmv    | Variabilă de tip δ Sct  |

## Galerie de imagini

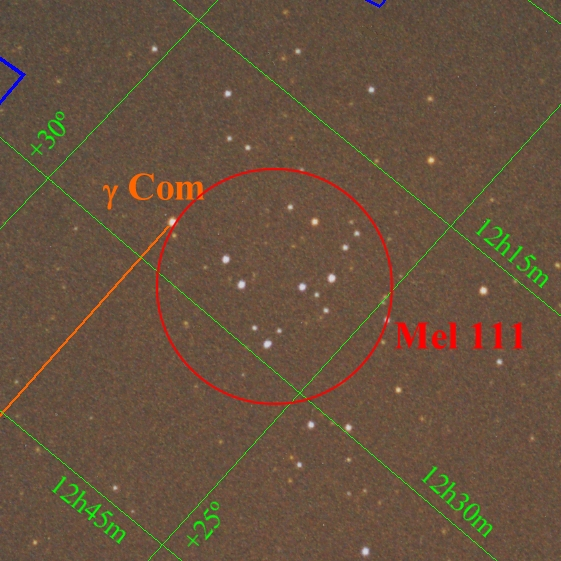
Imagine explicată a roiului.
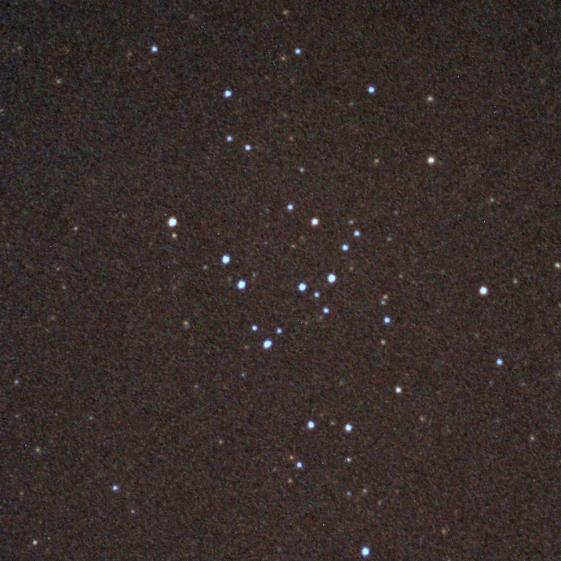
Imagine a roiului luată în Derbyshire, în Anglia.